# Alliancelles
Alliancelles ist eine französische Gemeinde mit 151 Einwohnern (2022) im Département Marne in der Region Grand Est.

## Geografie
Die Gemeinde liegt etwa 25 Kilometer nördlich von Saint-Dizier an der Chée, die hier zusammen mit dem Ornain eine ausgedehnte, flache Flusslandschaft bildet.

## Weblinks

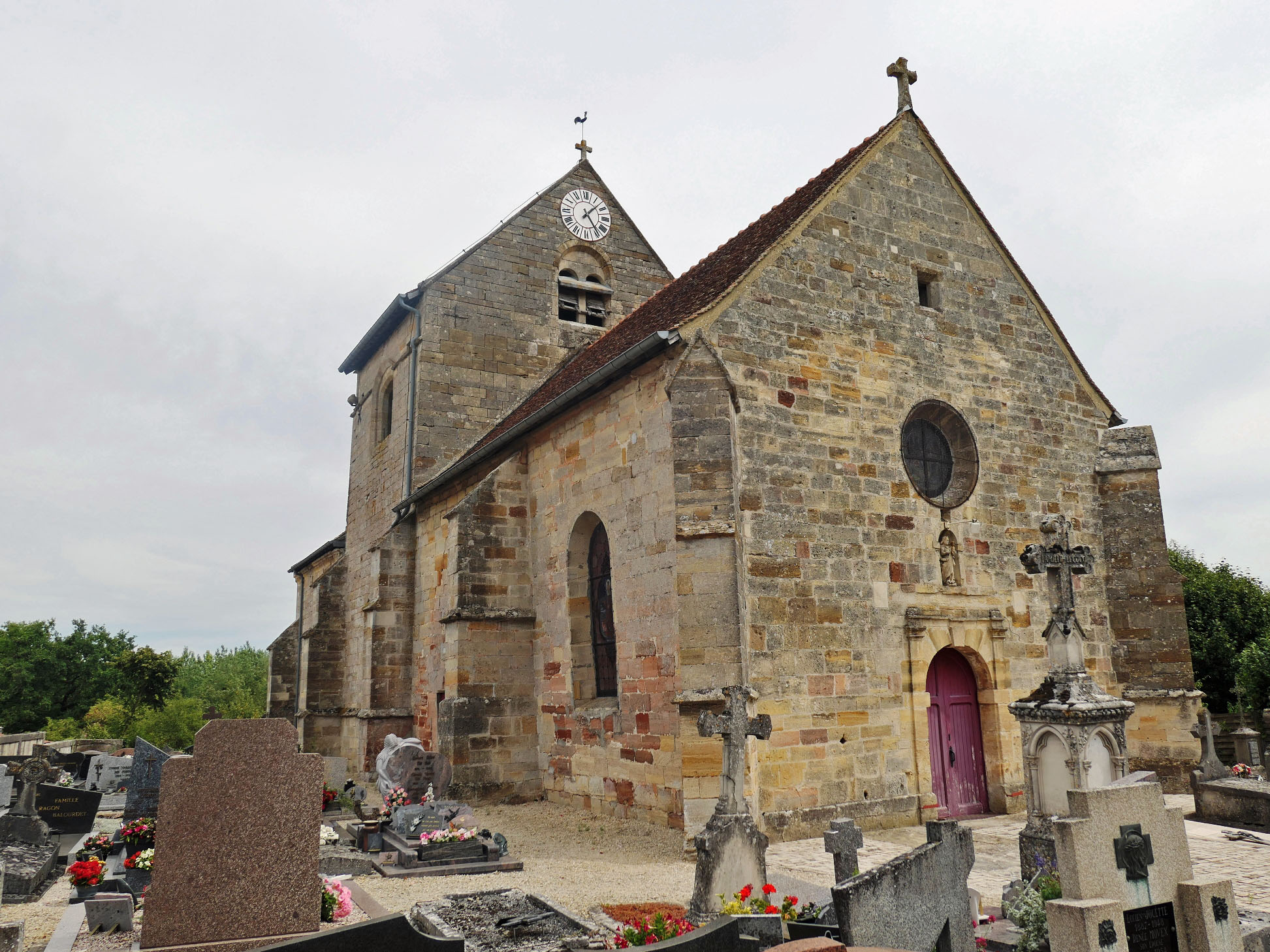
Kirche St-Remi in Alliancelles

## Bevölkerungsentwicklung
| Jahr                       | 1962 | 1968 | 1975 | 1982 | 1990 | 1999 | 2004 | 2014 | 2018 |
| -------------------------- | ---- | ---- | ---- | ---- | ---- | ---- | ---- | ---- | ---- |
| Einwohner                  | 194  | 179  | 153  | 126  | 142  | 132  | 139  | 142  | 145  |
| Quellen: Cassini und INSEE |      |      |      |      |      |      |      |      |      |